# VR Baseball ’97
A VR Baseball ’97 baseball-videójáték, melyet a VR Sports fejlesztett és az Interplay jelentetett meg. A ’97 a VR Baseball sorozat első tagja, amely 1997. március 31-én jelent meg Észak-Amerikában és 1997 szeptemberében Európában, PlayStation otthoni videójáték-konzolra. A játéknak 1997. november 30-án egy Windows-átirata is megjelent, kizárólag Észak-Amerikában.
A játék borítóján Greg Maddux Atlanta Braves-kezdődobó szerepel.

## Fogadtatás
| Összegzőoldal | Értékelés |
| ------------- | --------- |
| GameRankings  | 59%       |

| Szerző          | Értékelés |
| --------------- | --------- |
| Next Generation | [ 2 ]     |

A Next Generation 2/5 csillagra értékelte a játék PlayStation-verzióját, megjegyezve, hogy „ugyan VR Baseball ’97-nek helyén van a kirakós összes darabja ahhoz, hogy nagyszerű baseballjáték legyen, azonban a játék lassú menete […] és a borzalmas képfrissítés az alsóbb ligákba szorítja ezt a játékot.“

## Fordítás
- Ez a szócikk részben vagy egészben  a   VR Baseball '97 című angol Wikipédia-szócikk ezen változatának fordításán alapul.  Az eredeti cikk szerkesztőit annak laptörténete sorolja fel. Ez a jelzés csupán a megfogalmazás eredetét és a szerzői jogokat jelzi, nem szolgál a cikkben szereplő információk forrásmegjelöléseként.